# Concepción Montaner

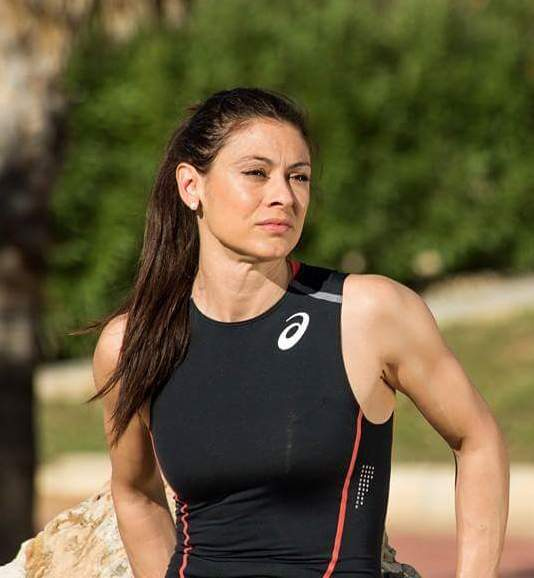
Concepción Montaner

Concepción Montaner (* 14. Januar 1981 in La Eliana, Provinz Valencia) ist eine spanische Weitspringerin. Bis 2005 startete sie auch gelegentlich als Sprinterin über 100 Meter.

## Karriere
Ihren ersten internationalen Wettkampf bestritt Montaner im Oktober 2000. Bei den Leichtathletik-Juniorenweltmeisterschaften 2000 in Santiago de Chile gewann sie mit einer Weite von 6,47 m die Goldmedaille. Ein Jahr später, 2001, gelang ihr bei den Spanischen Hallenmeisterschaften sowohl im Weitsprung als auch im 60-Meter-Lauf (mit persönlicher Bestleistung von 7,47 s) der Titelgewinn. Sie wurde 2003 und 2006 erneut Spanische Hallenmeisterin im Weitsprung. Im Jahr 2001 gewann sie auch bei den Mittelmeerspielen in Tunis die Goldmedaille im Weitsprung.
Im Jahr 2002 bestritt sie ihren ersten Wettkampf im Erwachsenenbereich. Bei den Leichtathletik-Halleneuropameisterschaften 2002 in Wien wurde sie im Finale Neunte, bei den Freiluft-Europameisterschaften 2002 in München verpasste sie als Vierte die Medaillenränge nur knapp. Im September 2002 gewann sie beim Leichtathletik-Weltcup in Madrid die Bronzemedaille im Weitsprung, die ihre erste Medaille im Erwachsenenbereich war.
Ihre erste Teilnahme bei Leichtathletik-Weltmeisterschaften war 2003, als sie in Paris–Saint-Denis Zwölfte wurde.
Nachdem Montaner bei den Halleneuropameisterschaften 2005 in Madrid bereits in der Qualifikation gescheitert war, kam sie bei den Hallenweltmeisterschaften 2006 zunächst auf den 4. Platz und rückte nach der Doping-Disqualifikation von Tatjana Kotowa auf den Bronzerang vor. 2007 holte sie bei den Halleneuropameisterschaften in Birmingham mit einer Weite von 6,69 m die Silbermedaille. Bei den Ibero-American Championships 2010 in San Fernando reichte eine Weite von 6,45 m zum Gewinn der Goldmedaille aus. Damit gewann Montaner ihren ersten internationalen Titel im Erwachsenenbereich.

## Bestleistungen
Freiluft:
- Weitsprung: 6,92 m, 16. Juli 2005, Madrid
- 100 Meter: 11,71 s, 27. Juni 2001, Rivas-Vaciamadrid

Halle:
- Weitsprung: 6,78 m, 1. März 2003, Valencia
- 60 Meter: 7,47 s, 11. Februar 2001, Vilafranca del Penedès